# Epigelasma crenifera
Epigelasma crenifera là một loài bướm đêm trong họ Geometridae.